# Slanke ogentroost
Slanke ogentroost (Euphrasia micrantha, synoniem: Euphrasia stricta-micrantha) is een eenjarige plant uit de bremraapfamilie (Orobanchaceae). Het is een halfparasiet. De soort komt van nature voor in West- en Midden-Europa en is inheems in Nederland en België. Het aantal chromosomen is 2n = 44.
De plant wordt 5-25 cm hoog en heeft twee tot zeven paar paars aangelopen paar rechtopstaande, dunne zijtakken. De 3-10 mm lange, eironde bladeren hebben 1-6 paar scherpe tanden. Verder zijn ze kaal of licht behaard. De schuin afstaande, langwerpige tot eivormige, 4-8 mm grote schutbladen hebben vier of vijf paar spitse tanden. 
Slanke ogentroost bloeit vanaf juni tot in oktober met lavendel, lichtpaarse of witte, 4,5-7 mm lange bloemen. De bloem bestaat uit een boven- en een onder lip, die onderaan vergroeid zijn tot een kroonbuis. De onderlip is geel gespikkeld. De bovenlip heeft hele lobben. De kelk is 2,5-5 mm lang en heeft een kelkbuis.
De ronde, 4–5,5 mm grote vrucht is een doosvrucht met blijvende kelk. 

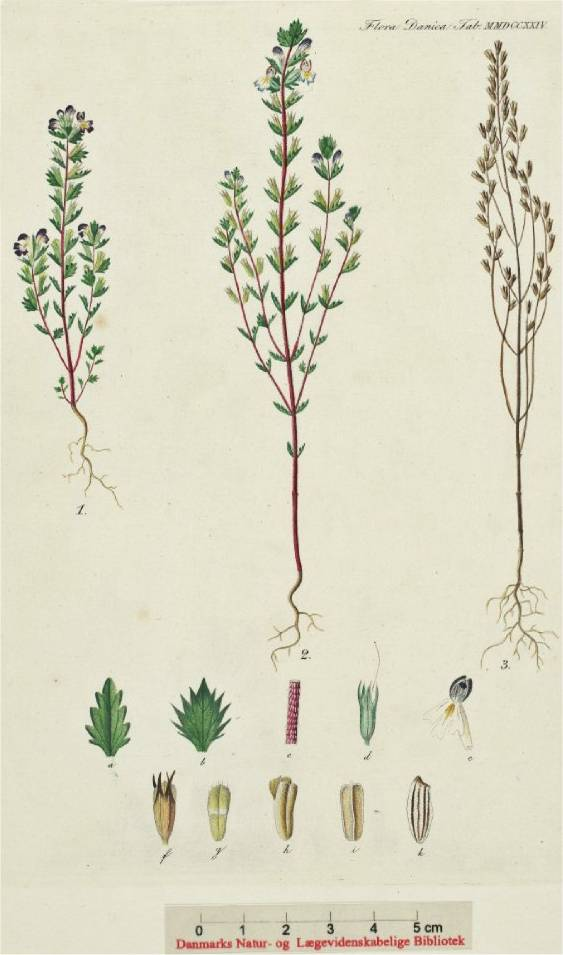
Illustratie Flora Danica
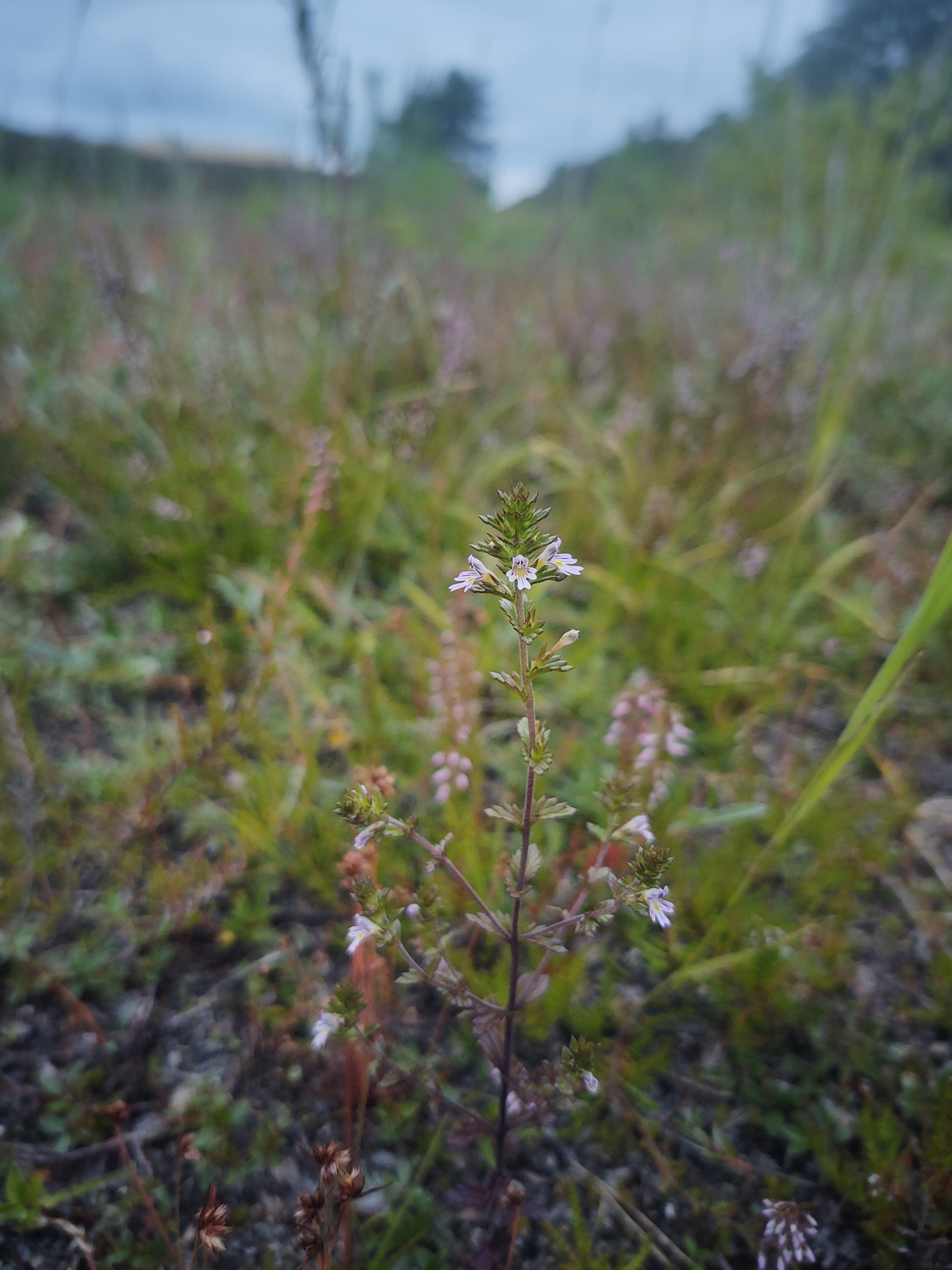
Bloeiwijze
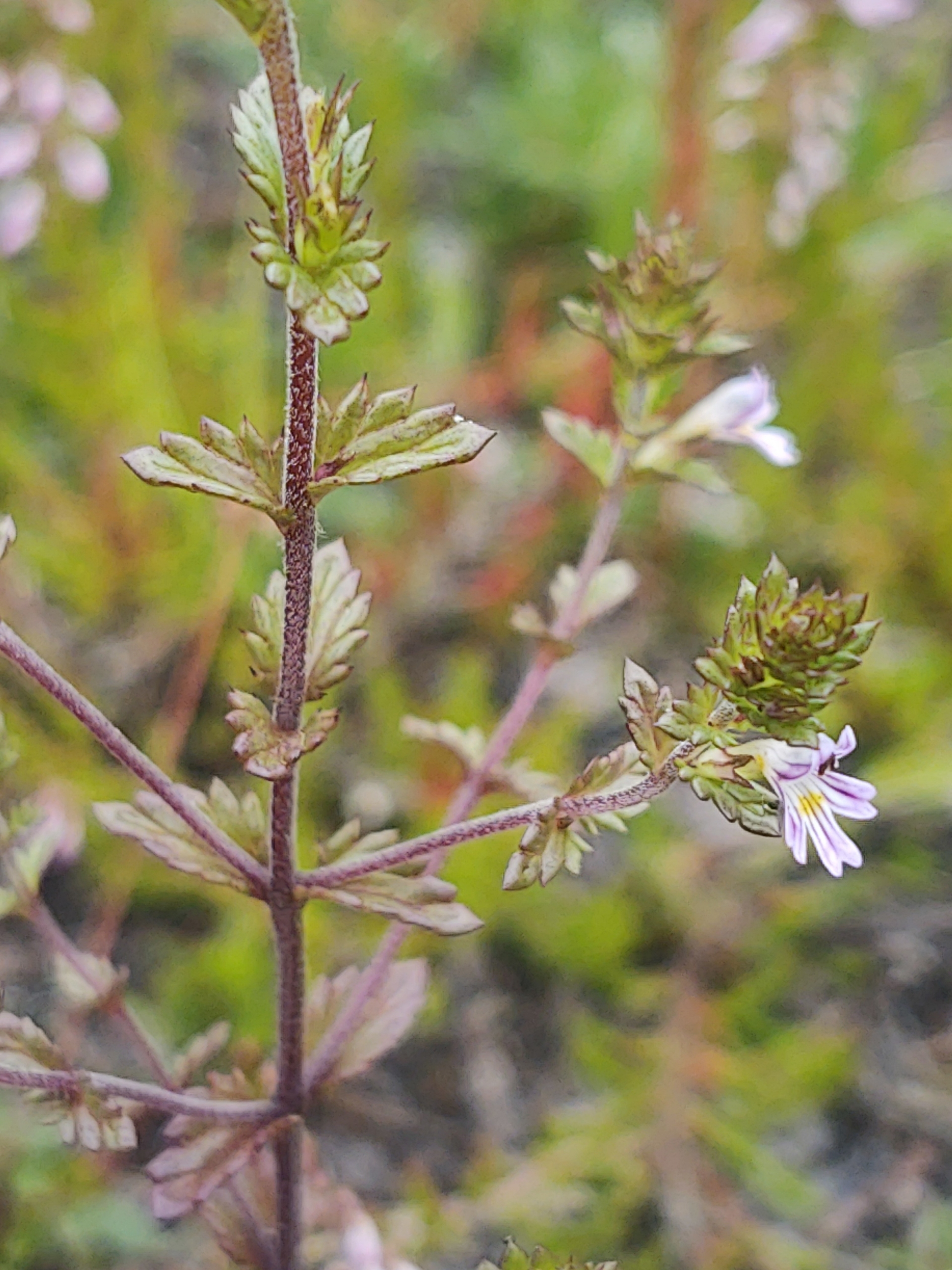
Stengel
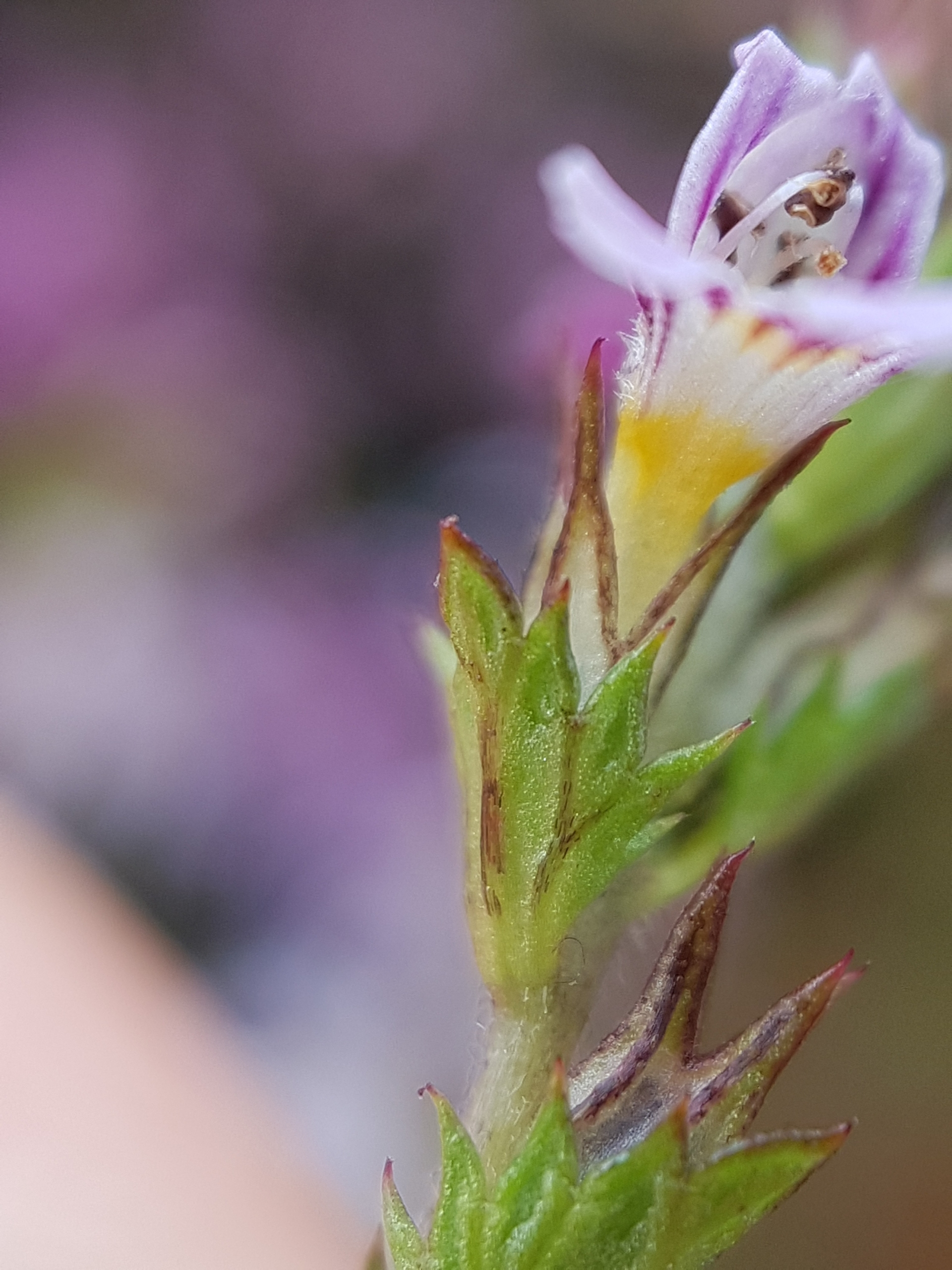
Schutblad, kelk en bloemkroon

Slanke ogentroost komt voor op matig droge tot matig vochtige, voedselarme, zwak zure zand- en veengronden.